# Saint-Hadelin
Saint-Hadelin is een gehucht in de Belgische provincie Luik. Het ligt in de gemeente Olne, zo'n twee kilometer ten westen van het centrum van Olne.

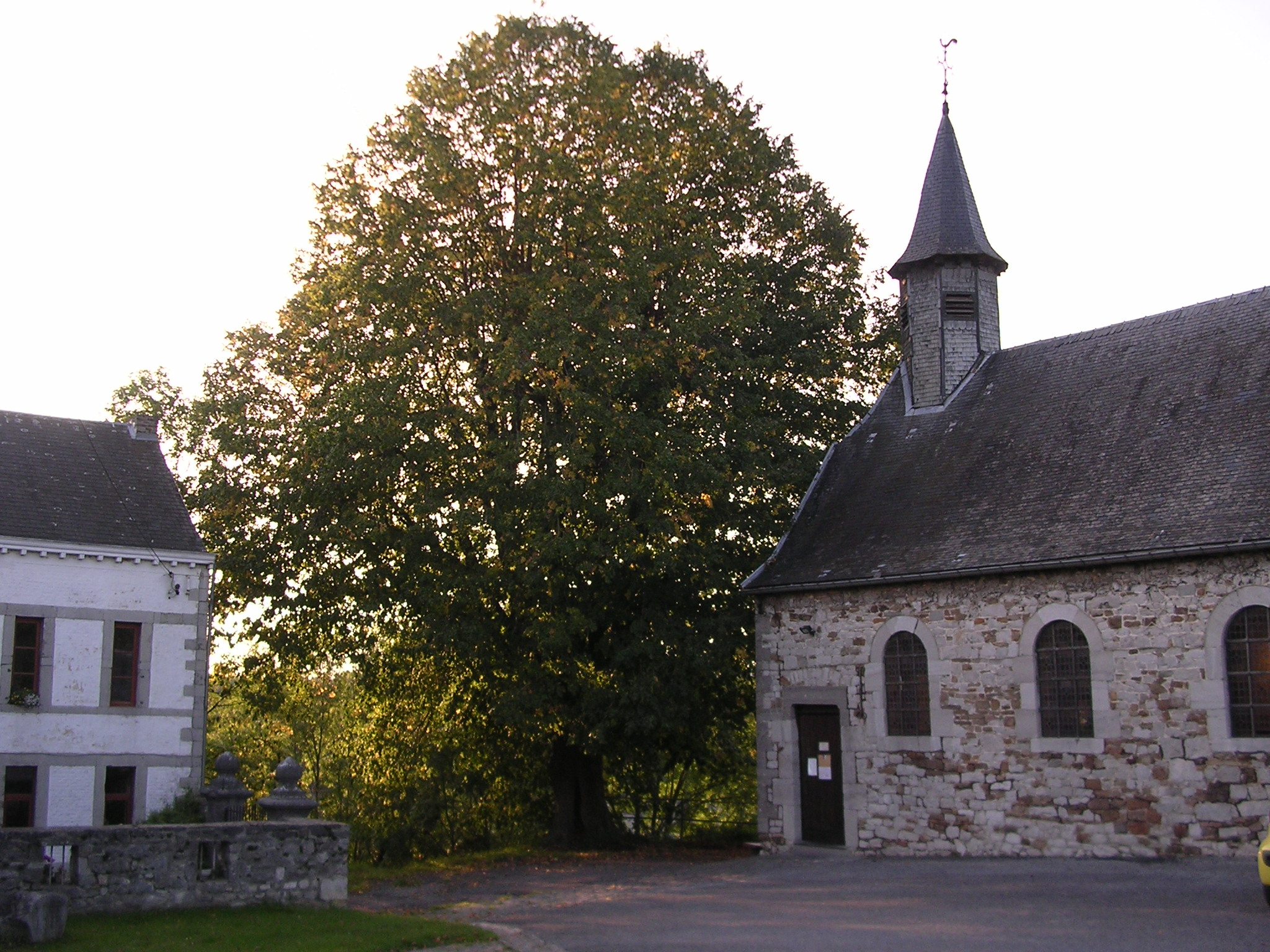
Zicht op Saint-Hadelin, met de linde en de kapel

## Geschiedenis

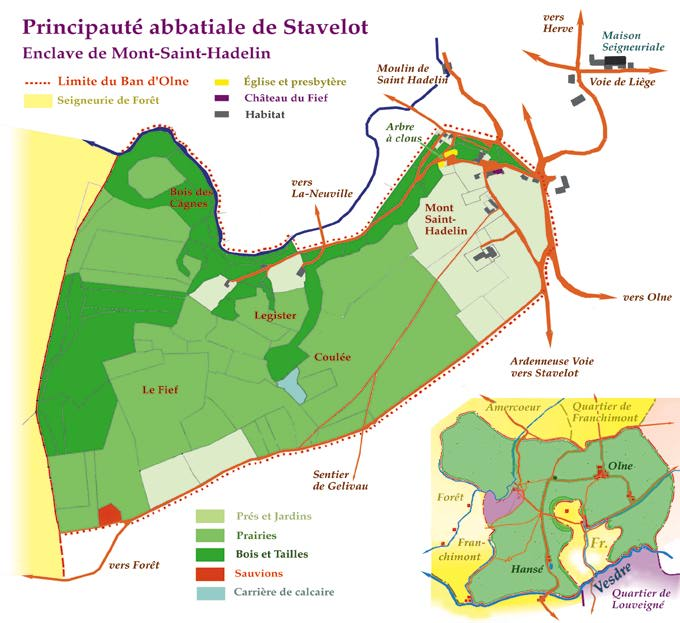
De heerlijkheid Mont-Saint-Hadelin

De plaats was lang afhankelijk van de Abdij van Stavelot. De kapel werd gewijd aan Hadelinus van Celles. Op de Ferrariskaart is de plaats weergegeven als het gehucht Fiemont St. Halin, een kleine heerlijkheid die een enclave vormde van het abdijvorstendom Stavelot-Malmedy, tussen de Hollandse exclave van Olne en het prinsbisdom Luik. In 1598 was Jean Curtius heer van Saint-Hadelin, en daarna zijn nakomelingen, maar omstreeks 1700 ging het bezit over naar de familie d'Olne. Rond deze bestuurszetel, nu bekend als le fief, ontstond het huidige dorpje.
Op het eind van het ancien régime werd de plaats een gemeente met de naam Mont-Hadelin. In 1822 werd de gemeente al opgeheven en samengevoegd met Olne.

## Bezienswaardigheden
- De Sint-Hadelinuskerk
- De spijkerlinde van Olne
- De hele omgeving met de kerk, het plein, de linde en de pastorie werden in 1962 als site beschermd.

## Natuur en landschap
Saint-Hadelin ligt boven de vallei van de Magne, in het Land van Herve, op een hoogte van ongeveer 200 meter. Op de hellingen liggen stukjes bos, maar de omgeving bestaat vooral uit landbouwgrond.

## Nabijgelegen kernen
Olne, Forêt, Nessonvaux, Ayeneux